# McLaren MP4-17
Der McLaren MP4-17 war ein Formel-1-Rennwagen, welcher in der Formel-1-Saison 2002 von McLaren-Mercedes eingesetzt wurde.

## Fahrer
Als Fahrer wurden David Coulthard und Kimi Räikkönen verpflichtet. Räikkönen ersetzte seinen Landsmann Mika Häkkinen nach dessen Karriere-Ende in der Formel 1.

## Lackierung und Sponsoren
Die Grundierung auf den Seitenkästen ist schwarz und auf der Motorabdeckung Silber. Die Lackierung stammt hauptsächlich vom Hauptsponsor West. Weitere Sponsoren waren Siemens und Mobil 1.
In europäischen Ländern wurde die Werbung von West durch den Vornamen des jeweiligen Piloten ersetzt.

## Motor und Reifen
Das Fahrzeug wurde von einem 3,0-Liter-V10-Motor von Mercedes-Benz angetrieben. Die Bereifung kam von Michelin.

## Hintergrund
Mit den MP4-17 wollte McLaren den Anschluss an die Wagen von Ferrari bekommen, da in der Vorsaison Michael Schumacher mit Ferrari Weltmeister wurde. Der McLaren MP4-17 konnte sein Potential jedoch nicht ausschöpfen, weshalb McLaren noch hinter Williams zurückfiel.

## Ergebnisse
| Fahrer                          | Nr.                             | 1   | 2   | 3   | 4   | 5   | 6   | 7   | 8 | 9   | 10  | 11 | 12  | 13 | 14  | 15  | 16  | 17  | Punkte | Rang |
| ------------------------------- | ------------------------------- | --- | --- | --- | --- | --- | --- | --- | - | --- | --- | -- | --- | -- | --- | --- | --- | --- | ------ | ---- |
| Formel-1-Weltmeisterschaft 2002 | Formel-1-Weltmeisterschaft 2002 |     |     |     |     |     |     |     |   |     |     |    |     |    |     |     |     |     | 65     | 3.   |
| D. Coulthard                    | 3                               | DNF | DNF | 3   | 6   | 3   | 6   | 1   | 2 | DNF | 10  | 3  | 5   | 5  | 4   | 7   | 3   | DNF | 65     | 3.   |
| K. Räikkönen                    | 4                               | 3   | DNF | 12* | DNF | DNF | DNF | DNF | 4 | 3   | DNF | 2  | DNF | 4  | DNF | DNF | DNF | 3   | 65     | 3.   |

| Legende  | Legende            | Legende                                                          |
| Farbe    | Abkürzung          | Bedeutung                                                        |
| -------- | ------------------ | ---------------------------------------------------------------- |
| Gold     | –                  | Sieg                                                             |
| Silber   | –                  | 2. Platz                                                         |
| Bronze   | –                  | 3. Platz                                                         |
| Grün     | –                  | Platzierung in den Punkten                                       |
| Blau     | –                  | Klassifiziert außerhalb der Punkteränge                          |
| Violett  | DNF                | Rennen nicht beendet (did not finish)                            |
| Violett  | NC                 | nicht klassifiziert (not classified)                             |
| Rot      | DNQ                | nicht qualifiziert (did not qualify)                             |
| Rot      | DNPQ               | in Vorqualifikation gescheitert (did not pre-qualify)            |
| Schwarz  | DSQ                | disqualifiziert (disqualified)                                   |
| Weiß     | DNS                | nicht am Start (did not start)                                   |
| Weiß     | WD                 | zurückgezogen (withdrawn)                                        |
| Hellblau | PO                 | nur am Training teilgenommen (practiced only)                    |
| Hellblau | TD                 | Freitags-Testfahrer (test driver)                                |
| ohne     | DNP                | nicht am Training teilgenommen (did not practice)                |
| ohne     | INJ                | verletzt oder krank (injured)                                    |
| ohne     | EX                 | ausgeschlossen (excluded)                                        |
| ohne     | DNA                | nicht erschienen (did not arrive)                                |
| ohne     | C                  | Rennen abgesagt (cancelled)                                      |
| ohne     | keine WM-Teilnahme |                                                                  |
| sonstige | P/fett             | Pole-Position                                                    |
| sonstige | 1/2/3/4/5/6/7/8    | Punktplatzierung im Sprint-/Qualifikationsrennen                 |
| sonstige | SR/kursiv          | Schnellste Rennrunde                                             |
| sonstige | *                  | nicht im Ziel, aufgrund der zurückgelegten Distanz aber gewertet |
| sonstige | ()                 | Streichresultate                                                 |
| sonstige | unterstrichen      | Führender in der Gesamtwertung                                   |